# Pierre Vesperini
Pierre Vesperini, né en 1978, est un chercheur au CNRS, helléniste, latiniste, philosophe et historien français, spécialiste de l'Antiquité. Agrégé de lettres classiques et auteur de plusieurs ouvrages, il est lauréat du Prix La Bruyère de l’Académie française pour son essai Droiture et mélancolie. Sur les écrits de Marc Aurèle en 2017 et du Prix Georges-Dumézil de l'Académie française pour son édition de Théocrite, Les Magiciennes et autres idylles en 2022. 

## Biographie
Lauréat du concours général en composition française en 1995, il est reçu premier au concours de l’École normale supérieure (1999), puis agrégé de lettres classiques (2002). Ancien membre de l’École française de Rome (2009-2012), Pierre Vesperini est docteur en Histoire et Sémiologie du Texte et de l'Image en 2010, puis habilité à diriger des recherches en 2017. En 2018, il devient chargé de recherche au CNRS.

## Publications

### Ouvrages
- La philosophia et ses pratiques d’Ennius à Cicéron, Publications de l'École française de Rome, n° 348 [6], 2012, 615 p.
- Droiture et mélancolie: Sur les écrits de Marc Aurèle [7],[8], Éditions Verdier, 2016 (Prix La Bruyère de l’Académie française 2017) [1], 192 p.
- Lucrèce - Archéologie d'un classique européen [9],[10], Lucrèce : Archéologie d'un classique européen, Paris, Fayard, 2017, 400 p. (ISBN 9782213681696).
- La Philosophie antique. Essai d’histoire[11],[12], Fayard, 2019, 496 p.
- Que faire du passé ? Réflexions sur la « cancel culture »[13], Paris, Fayard, 2022, 250 p.
- Poètes et lettrés oubliés de la Rome ancienne, Paris, Belles Lettres, 2023, 226 p.

### Ouvrage collectif
(sous la direction de), Philosophari. Usages romains des savoirs grecs sous la République et sous l’Empire. Actes des colloques organisés par l’École française de Rome (8-9 octobre 2010 et 17-18 novembre 2011), Classiques Garnier, collection « Kainos », Paris, 2017, 723 p. 

### Traductions
- Sénèque, Octavie, traduction et postface, L’Arche, Paris, 2004.
- Bertolt Brecht, Manuel pour habitants des villes, anthologie de poèmes annotée, L’Arche, Paris, 2007.
- Bertolt Brecht, Grand-peur et misère du Troisième Reich, traduction annotée et postface, L’Arche, Paris, 2014.
- Théocrite, Les Magiciennes et autres idylles, traduction annotée, Paris, Poésie / Gallimard, 2021 (Prix Georges-Dumézil de l'Académie française)[14].

## Prix
- 2017 : Prix La Bruyère de l’Académie française pour Droiture et mélancolie. Sur les écrits de Marc Aurèle[1].
- 2022 : Prix Georges-Dumézil de l'Académie française pour son édition de Théocrite, Les Magiciennes et autres idylles[2].